# Nestotus
Nestotus là một chi thực vật có hoa trong họ Cúc (Asteraceae).

## Loài
Chi Nestotus gồm các loài: